# Saint-Maurice, Québec
Saint-Maurice är en kommun av typen socken (municipalité de paroisse) i provinsen Québec i Kanada. Den ligger i regionen Mauricie, i den sydöstra delen av landet, 270 km öster om huvudstaden Ottawa.